# 刀剣春秋新聞社
刀剣春秋（とうけんしゅんじゅう）は、月刊新聞『刀剣春秋』を発行する日本の刀剣専門新聞社・出版社である。
1962年（昭和37年）8月1日に設立。創業当時の社名は刀剣春秋社。1971年より刀剣春秋新聞社、2008年に現社名に変更。

## 概要
1962年に月刊新聞『刀剣春秋』創刊ののち、1976年（昭和51年）には月刊雑誌『愛刀』を創刊。これらは一般書店での販売はしておらず、読者に直接届ける定期購読誌である。また『刀剣春秋』新聞は唯一の業界新聞となっている。これは2008年10月に一旦休刊となったが、翌月に現代表の宮下玄覇が復刊した。2013年5月からはサイズをタブロイド判からA4判に変更した。
書籍では刀剣・甲冑に関するものを出版しており、『改訂増補 刀工総覧』（川口陟・飯田一雄著）は刀剣界のベストセラー（32刷）となっている。京都市の宮帯出版社が書籍の発売元である。

## 主要出版物
- 川口陟・飯田一雄『改訂増補 刀工総覧』
- 川口陟『鐔大観』
- 本間薫山『刀影摘録 神津伯押形 全』
- 佐藤寒山『現代刀名作図鑑』
- 月山貞一『日本刀に生きる』
- 笹間良彦『甲冑師銘鑑』
- 若山泡沫・飯田一雄『金工事典』
- 小窪健一『新撰 金工銘鑑』
- 小窪和博『海獣葡萄鏡』
- 鳥越一太郎『改訂増補 鐔観照記』
- 飯田一雄
  - 『図版 刀銘総覧』
  - 『甲冑面 もののふの仮装』
  - 『越前守助広大鑑』
- 中島新一郎・飯田一雄『井上真改大鑑』
- 中島宇一『清麿大鑑』
- 末永雅雄『日本刀の副小刀』
- 広井雄一・飯田一雄『日本刀の鑑定入門』
- 甲冑武具重要文化資料図録編集委員会『甲冑武具重要文化資料図録』（第1輯〜第4輯）
- 刀剣春秋編集部
  - 『刀剣甲冑手帳』
  - 『赤羽刀 戦争で忘れ去られた五千余の刀たち』
- 辻本直男『刀剣人物誌』

## 発行紙
- 『刀剣春秋』新聞（月刊）

## 雑誌
- 『愛刀』（平成23年6月･397号）（休刊中）